# Sozialhaushalt
Der in der Praxis in Deutschland gebräuchliche Begriff Sozialhaushalt bezieht sich auf die Ausgaben des jeweiligen Haushaltsplans, die sich dem Oberbegriff soziale Sicherung zuordnen lassen. Die Ausgabenzwecke im Einzelnen enthält der in der Haushaltssystematik des Staatshaushaltsrechts entwickelte Funktionenplan in der Hauptgruppe 2 soziale Sicherung. Im Einzelnen sind dies u. a.
- Verwaltung
- Sozialversicherung (Rentenversicherung, Krankenversicherung, Unfallversicherung, Arbeitslosenversicherung, Pflegeversicherung)
- Familie, Sozialhilfe, Wohlfahrtspflege
- Soziale Sicherung für Folgen von Krieg und politischen Ereignissen
- Arbeitsmarktpolitik, Arbeitsschutz
- Jugendhilfe
- Vermögensbildung

Die Ausgaben des Sozialhaushalts werden, wie die Fundstellen in den Suchmaschinen zeigen, angesichts ihrer Höhe im Zusammenhang mit den Bemühungen zitiert, die Haushalte auszugleichen und Spielräume für jeweilige Politik zu erhalten. Im Bund betragen die Ausgaben für soziale Sicherung rund 50 % des Gesamthaushalts.

## Sozialhaushalt in Bund, Ländern und Gemeinden
Welche Ausgaben die jeweilige Körperschaft finanziert, richtet sich deren Finanzierungskompetenz, die von deren Aufgabenzuständigkeit abhängt. (Art. 104a GG) So trägt z. B. der Bund die Zuschüsse für die Sozialversicherung,  Bund und Länder tragen die Ausgaben für die Familienhilfe und Länder und Gemeinden tragen die Ausgaben für die Sozialhilfe. Den rechtlichen Rahmen für die Planung, Bewirtschaftung und Kontrolle bilden die Landeshaushaltsordnungen von Bund, Ländern und Gemeinden (BHO, LHO), die ihre Grundlage im Haushaltsgrundsätzegesetz (HGrG) haben.
Die Sozialausgaben in der Gliederung des Funktionenplan enthält regelmäßig der Finanzbericht, den das  Bundesfinanzministerium jährlich mit der Haushaltsaufstellung vorlegt. Die Gesamtausgaben betragen danach
| 2007           | 2014           |
| -------------- | -------------- |
| 136.186 Mio. € | 148.808 Mio. € |

Die Ausgaben für den Sozialhaushalt des Bundes enthält regelmäßig der Finanzplan des Bundes mit den Ausgaben des laufenden Jahres, der Planung für das kommende Jahr und der Schätzung für die nächsten drei Jahre.

## Sozialhaushalt der Sozialversicherungsträger
Als Sozialhaushalt lassen sich auch die Haushaltspläne der  Sozialversicherungsträger verstehen. Die Versicherungsleistungen in den Haushalten werden regelmäßig durch Beiträge und sonstige Ausgaben finanziert, die Zuschüsse des Bundes (Art. 120 GG) werden regelmäßig als Finanzierung  versicherungsfremder Leistungen begründet.

## Sozialhaushalt und Sozialbudget
Eine Gesamtübersicht über die Höhe der Ausgaben für die soziale Sicherung in der Bundesrepublik Deutschland in funktionaler Gliederung enthält auch das vom Bundesministerium für Arbeit und Soziales seit 1967 veröffentlichte Sozialbudget. Die Ausgaben weichen von der Gliederung des Funktionenplans in Einzelheiten ab, da die EU Statistik im Interesse der Vergleichbarkeit der Mitgliedsstaaten Modifikationen erfordert.
Das Sozialbudget enthält umfassend, und zwar unabhängig von der Zuordnung zu den volkswirtschaftlichen Sektoren, die Sozialausgaben nach verschiedenen Kriterien. Es gibt einen Überblick über das Leistungsspektrum und die Entwicklung der sozialen Sicherung in Deutschland.
Die Daten lassen Rückschlüsse zu, ob das Sozialsystem stabilisieren, konjunkturzyklisch oder antizyklisch gewirkt haben.
Haushaltsrechtlich ist dieses Sozialbudget als Statistik und nicht als Haushaltsplan zu werten. Haushaltsplan ist das jeweilige Rechenwerk, das der einzelne Träger als Körperschaft im Rahmen seiner jeweiligen Budgethoheit aufstellt, bewirtschaftet und kontrolliert.
Die Höhe der Ausgaben wird zum Bruttoinlandsprodukt als Sozialleistungsquote in Beziehung gesetzt. Hauptfinanzierungsmittel sind Beiträge und Zuwendungen.
|                            | 1960 | 1970  | 1980  | 1990  | 2000    | 2007  | 2013  |
| -------------------------- | ---- | ----- | ----- | ----- | ------- | ----- | ----- |
|                            | DM   | DM    | DM    | DM    | DM      | €     | €     |
| Sozialausgaben             | 63,7 | 169,2 | 449,9 | 673,8 | 1.262,8 | 706,9 | 812,2 |
| Sozialleistungs-Quote in % | 21,1 | 25,1  | 30,6  | 27,8  | 31,9    | 29,9  | 29,7  |

Die zur Sozialleistungsquote herangezogenen Ausgaben lassen sich nicht durch die Addition aller Ausgaben der Haushaltspläne gewinnen, vielmehr müssen die staatsinternen Zuweisungen neutralisiert werden, um Doppelerfassungen zu vermeiden. Es handelt sich um staatsinterne Zuschüsse, die an die Träger weitergeleitet werden und von diesen an die Empfänger ausgezahlt werden.